# 瘤突巨腹標本甲
瘤突巨腹標本甲（学名：Gastrallus tuberculatus）为標本甲科巨腹標本甲屬下的一个种。